# Universitätsbibliothek Bochum
Die Universitätsbibliothek Bochum ist eine zentrale Einrichtung der Ruhr-Universität Bochum. Sie nimmt zentrale Aufgaben der Literaturversorgung für Studium, Lehre und Forschung wahr und bietet unterstützende Dienstleistungen an. Neben traditionell bibliothekarische Aufgaben spielt die Weiterentwicklung von Angeboten im digitalen Umfeld eine wichtige Rolle. Mit einem Bestand von mehr als 1,6 Mio. gedruckten Medien in der Universitätsbibliothek sowie Lizenzen für eine Vielzahl an elektronischen Ressourcen gehört sie zu den großen Bibliotheken in Nordrhein-Westfalen. Sie steht neben den Universitätsangehörigen auch der allgemeinen Öffentlichkeit zur Verfügung.
Ein Teil der Architektur ist dem Brutalismus zugeordnet, wodurch sie als erste Universität gilt, die unter Denkmalschutz gestellt wurde. Zudem wurde sie 2018 als eines der "Big Beautiful Buildings" ausgezeichnet. Architekt des Gebäudes war Bruno Lambart.

## Dienstleistungen
Das Bibliothekssystem der Ruhr-Universität besteht aus 40 dezentralen Bibliotheken und der Universitätsbibliothek. Im Rahmen der Campussanierung werden die Fachbibliotheken sukzessive zu größeren Einheiten zusammengelegt und teilweise als Standortbibliotheken der Universitätsbibliothek weitergeführt. Eine bedarfsgerechte Erwerbung wird aus der Kombination von lokaler und zentraler Aufgabenwahrnehmung erreicht. Dabei ist die Universitätsbibliothek Ansprechpartnerin für die zentrale Koordination von (E-)Zeitschriftenerwerbungen sowie von E-Books und Datenbanken. Zudem kooperieren Fachreferenten für alle Fächer mit den Lehrstühlen, Instituten, Fakultäten und Fachbibliotheken. Momentan hält die Universitätsbibliothek einen Bestand von fast 1,7 Mio. Druckerzeugnissen, über 38.000 lizenzierte elektronische Zeitschriften und ca. 177 lizenzierte Datenbanken. Daneben berät die Universitätsbibliothek die dezentralen Bibliotheken bei Fragen der Katalogisierung in Aleph und pflegt das Bibliothekssystem SISIS.
Recherchedienstleistungen sind eine weitere wesentliche Aufgabe. Über eine Anzahl von Nachweissystemen wird der Bestand der Universitätsbibliothek nachgewiesen. Dazu gehören in erster Linie der OPAC der RUB sowie die EZB, DBIS und die ZDB. Die elektronischen Dissertationen der RUB werden ebenfalls erschlossen und über den Hochschulschriftenserver zugänglich gemacht. Zukünftig soll ein Discovery System zum Einsatz kommen. Neben Erwerbungsaufgaben fungieren die Fachreferenten auch als direkte Ansprechpartner bei Fragen der Literaturrecherche. Zudem stehen Informationsspezialisten von 8.00 Uhr bis 18.00 Uhr den Nutzern zur Verfügung.
Es werden zudem sowohl fachspezifische und auf Unterrichtsinhalte bezogene als auch allgemeine Schulungen sowie Kurse für Literaturverwaltungsprogramme angeboten. Die Schulungen sind im Online-Kalender zu finden.
Die Hochschulbibliographie der RUB verzeichnet seit Erfassungsbeginn 2009 über 117.000 Publikationen von Wissenschaftlern der RUB sowie der Universitätskliniken der RUB. Publikationen, die während der Tätigkeit der Wissenschaftler an der RUB erschienen sind, werden vollständig verzeichnet. Auf Wunsch werden auch Arbeiten, die vor und nach der Tätigkeit an der RUB entstanden sind, aufgenommen. Der Begriff Publikation wird bewusst weit ausgelegt. Alle Arbeiten, die die Wissenschaftler in ihre Publikationslisten aufnehmen, werden in der Hochschulbibliographie dokumentiert und damit öffentlich sichtbar gemacht. Neben Büchern und Aufsätzen werden daher beispielsweise auch Hochschulschriften, Vorträge, Rezensionen, Meeting Abstracts, Patentschriften, Reihen- und Zeitschriftenherausgeberschaften, Internetdokumente, Rundfunksendungen und sogar Software und Bühnenwerke verzeichnet. Seit 2015 konzentriert sich das Team Hochschulbibliographie im Auftrag des Rektorats auf die Vervollständigung der bibliographischen Daten ab Erscheinungsjahr 2010. Parallel dazu wird in Kooperation mit der UB Dortmund die Software der Hochschulbibliographie weiterentwickelt. Zukünftig werden Publikationsdaten sowie Personen- und Organisationsdaten gemeinsam in einem System erfasst und gepflegt. In diesem Kontext wird dann auch der automatische Datenaustausch mit ORCID implementiert. Die RUB ist seit 2016 Mitglied bei ORCID und unterstützt ihre Mitglieder über die Hochschulbibliographie aktiv bei der Nutzung dieses Dienstes. Auf der Basis der Hochschulbibliographie werden Dienste für die Universitätsverwaltung und die Wissenschaftler der RUB angeboten. Seit 2015 besteht beispielsweise die Möglichkeit, Publikationsdaten aus der Hochschulbibliographie automatisch in Publikationslisten auf der Webseite einer Einrichtung oder der Homepage einer Wissenschaftlerin bzw. eines Wissenschaftlers zu laden, und das in einem individuellen Zitationsstil. Aus der Hochschulbibliographie können außerdem wertvolle statistische Daten gewonnen werden, die in Rankings und die Bewerbung der RUB in der nächsten Runde der Exzellenzinitiative einfließen.
Open Access bezeichnet den ungehinderten, barriere- und kostenfreien Zugang zu elektronischen Publikationen für Endnutzer. Dabei sind verschiedene Arten zu unterscheiden. Die Universitätsbibliothek Bochum unterstützt sowohl den grünen als auch den goldenen und den diamantenen Weg des Open-Access-Publizierens. Sie betreibt den Open-Access-Fonds der RUB und die Publikationssysteme OJS und OMP.
Die Universitätsbibliothek stellt ihre Räumlichkeiten für Ausstellungen und andere Veranstaltungen zur Verfügung. Seit dem Jahr 2002 finden regelmäßig Ausstellungen mit unterschiedlichstem Themenbezug statt. In den unteren Geschossen befinden sich seit 1975 die Kunstsammlungen der Ruhr-Universität Bochum.

## Nationale und internationale Projekte und Kooperationen
Die Universitätsbibliothek beteiligt sich an Projekten auf regionaler und nationaler Ebene und pflegt intensive Kontakte zu Bibliotheken im Ausland. Sie hat mit einigen benachbarten Hochschulbibliotheken sowie mit der Stiftung Martin-Opitz-Bibliothek Kooperationsverträge abgeschlossen, um insbesondere im Bereich der digitalen Bibliothek Ressourcen zu bündeln und Synergieeffekte zu erzielen.
Bis 2018 wird in Kooperation zwischen dem Lehrstuhl Geschichte des Osmanischen Reiches (Prof. Markus Koller) und der Universitätsbibliothek eine Datenbank mit Primärquellen aus verschiedenen Ländern zur Geschichte der Historiographie im Osmanischen Europa aufgebaut, die Quellen aus dem Zeitraum vom 15. Bis zum 18. Jahrhundert umfasst. Bei einer Konferenz im Rahmen des Projekts konnte im Mai 2015 bereits ein Prototyp demonstriert und über die wissenschaftliche sowie technologische Ausrichtung des Projektes diskutiert werden.

## Geschichte
Im Frühjahr 1962, dreieinhalb Jahre vor Aufnahme des Lehrbetriebes an der Ruhr-Universität, wurde die Arbeitsstelle zum Aufbau der Büchersammlungen für die Bibliothek und die Institute der Ruhr-Universität Bochum in der stillgelegten Zeche Klosterbusch im Lottental gegründet. Mit der Leitung der Arbeitsstelle war Rudolf Juchhoff, ehemaliger Direktor der Universitäts- und Stadtbibliothek Köln betraut. 1963 folgte Günther Pflug, der 1967 zum Honorarprofessor ernannt wurde. Er konzipierte den „neuen Typ der Universitätsbibliothek“, der durch Freihandmagazine, Bibliotheksautomation und Koordinierung geprägt war. Von Beginn an katalogisierte die Universitätsbibliothek ihre Bestände mit Hilfe der EDV. Hiermit war sie europaweit Vorreiter auf diesem Gebiet.
Zum ersten Studiensemester (WS 1965/66) konnte die inzwischen offiziell zur Universitätsbibliothek avancierte Einrichtung im Gebäude IB den Ausleihbetrieb aufnehmen. 1972 zog die UB mit dem Großteil ihres Bestandes in die alte Mensa am Rande des Campus (gegenüber der Hochschule Bochum), der späteren Speicherbibliothek des Landes NRW (bis 2002).
Im Sommer 1974 konnte die Bibliothek nach fünf Jahren Planungs- und Bauzeit in ihr eigenes Gebäude auf der Hauptachse des Universitätskomplexes einziehen. Inzwischen hatte Bernhard Adams die Leitung der Universitätsbibliothek übernommen. 1975 wurde die Universitätsbibliothek Bochum EU-Dokumentationszentrum, im Juli 1978 erhielt die Universitätsbibliothek den offiziellen Status einer UN-depository library. Weil inzwischen beide Institutionen ihre Publikationen frei ins Internet stellen, wurden diese Einrichtungen 2013 bzw. 2014 geschlossen.
Die ersten Kataloge der UB waren Band-Kataloge, später folgten Mikrofiche-Kataloge, die mittlerweile vom OPAC (Online Public Access Catalog) abgelöst wurden. In der Ruhr-Universität wurde von Anfang an ein Gesamtkatalog der Bestände der Instituts- und Fachbibliotheken als Zettelkatalog (Zentralkatalog Monographien der Fachbibliotheken, ZKM) geführt. Inzwischen wurde der ZKM digitalisiert und ist als so genannter Imagekatalog in elektronischer Form abrufbar. Auch die Ausleihe erfolgte sehr früh elektronisch. Mit der Etablierung von BABSY (Bochumer Ausleih- und Verbuchungs-System) 1977 wurde ein weiterer großer Schritt gemacht. Das an der RUB entwickelte System wurde von vielen nordrhein-westfälischen Universitätsbibliotheken übernommen. Seit 2009 arbeitet die Bibliothek mit einem integrierten Bibliothekssystem der Firma SISIS.
Am 1. Mai 1996 übernahm die Slawistin Erdmute Lapp das Amt der Direktorin der Universitätsbibliothek. Seither wurden digitale Dienstleistungen sowie elektronische Bestände kontinuierlich ausgebaut. Die Bibliothek folgt dem Serviceparadigma und orientiert sich an der Benutzerfreundlichkeit. Sie kooperiert dazu mit Einrichtungen auf nationaler und internationaler Ebene.